# Myrteta sinensaria
Myrteta sinensaria là một loài bướm đêm trong họ Geometridae.